# Sansando
Sansando är en ort i Guinea.   Den ligger i prefekturen Siguiri Prefecture och regionen Kankan Region, i den centrala delen av landet, 500 km öster om huvudstaden Conakry. Sansando ligger 347 meter över havet och antalet invånare är 23 018.
Terrängen runt Sansando är platt. Runt Sansando är det glesbefolkat, med 20 invånare per kvadratkilometer. Det finns inga andra samhällen i närheten. Trakten runt Sansando består till största delen av jordbruksmark.